# Flavicorniculum multisetosum
Flavicorniculum multisetosum là một loài ruồi trong họ Tachinidae.